# Henry J. Allen
Henry Justin Allen, född 11 september 1868 i Warren County, Pennsylvania, död 17 januari 1950 i Wichita, Kansas, var en amerikansk republikansk politiker. Han var guvernör i delstaten Kansas 1919–1923. Han representerade Kansas i USA:s senat 1929–1930.
Allen utexaminerades 1890 från Baker University. Han var sedan verksam som journalist och arbetade som krigskorrespondent under spansk-amerikanska kriget. Allen köpte 1907 tidningen Wichita Beacon.
Allen efterträdde 1919 Arthur Capper som guvernör i Kansas. Han efterträddes 1923 av Jonathan M. Davis. Senator Charles Curtis avgick 1929 för att tillträda som USA:s vicepresident. Allen blev utnämnd till senaten och han efterträddes följande år av George McGill.
Allen var metodist. Han gravsattes på Maple Grove Cemetery i Wichita.